# デヴィッド・シルヴァーマン
デヴィッド・シルヴァーマン（David Silverman, 1957年3月15日 - ）は、アメリカ合衆国のアニメーター、映画監督である。テレビアニメ『ザ・シンプソンズ』及びその映画版『ザ・シンプソンズ MOVIE』の監督として知られる。

## 生い立ち
ニューヨーク州ニューヨーク市で生まれる。メリーランド大学カレッジパーク校で2年間、芸術分野を中心に学んだ。その後はUCLAに通い、アニメーションを専攻した。

## キャリア
1982年に短編アニメ『The Strange Case of Mr. Donnybrook's Boredom』で初監督を務める。
1989年にはテレビアニメ『ザ・シンプソンズ』第1シーズン第1話「シンプソン家のクリスマス」の演出を務め、以後、2006年までに同シリーズで32話を演出する。2007年には映画版である『ザ・シンプソンズ MOVIE』の監督を務める。テレビシリーズ監督降板後も同シリーズにはコンサルティングプロデューサーとして関わり続けている。2012年、短編映画『The Longest Daycare』で5年ぶりに『ザ・シンプソンズ』を監督し、『アイス・エイジ4/パイレーツ大冒険』と併映された。同作は第85回アカデミー賞短編アニメ賞にノミネートされた。
『ザ・シンプソンズ』以外では、ドリームワークス・アニメーションの『エル・ドラド 黄金の都』（2000年）、ピクサーの『モンスターズ・インク』（2001年）を監督している。